# Прапор Пулинського району
Пра́пором Пулинського райо́ну Житомирської області є прямокутне жовте полотнище співвідношенням сторін 2:3. В центрі полотнища вміщено синю хвилясту горизонтальну смугу (завширшки 3/8 ширини прапора) з білою облямівкою (завширшки 1/20 ширини прапора), яка посередині смуги утворює біле кільце, обабіч якого відходять по 4 промені, а в центрі вписано білий Тризуб.
Обидві сторони прапора ідентичні.
Кольорова гама прапора символізує: жовтий — символ сонця та хлібного поля; хвиляста синя смуга — символ води, якою багатий край, а також чистого повітря і мирного неба; білий — символ благородності нинішнього населення та наших предків.